# 与論町

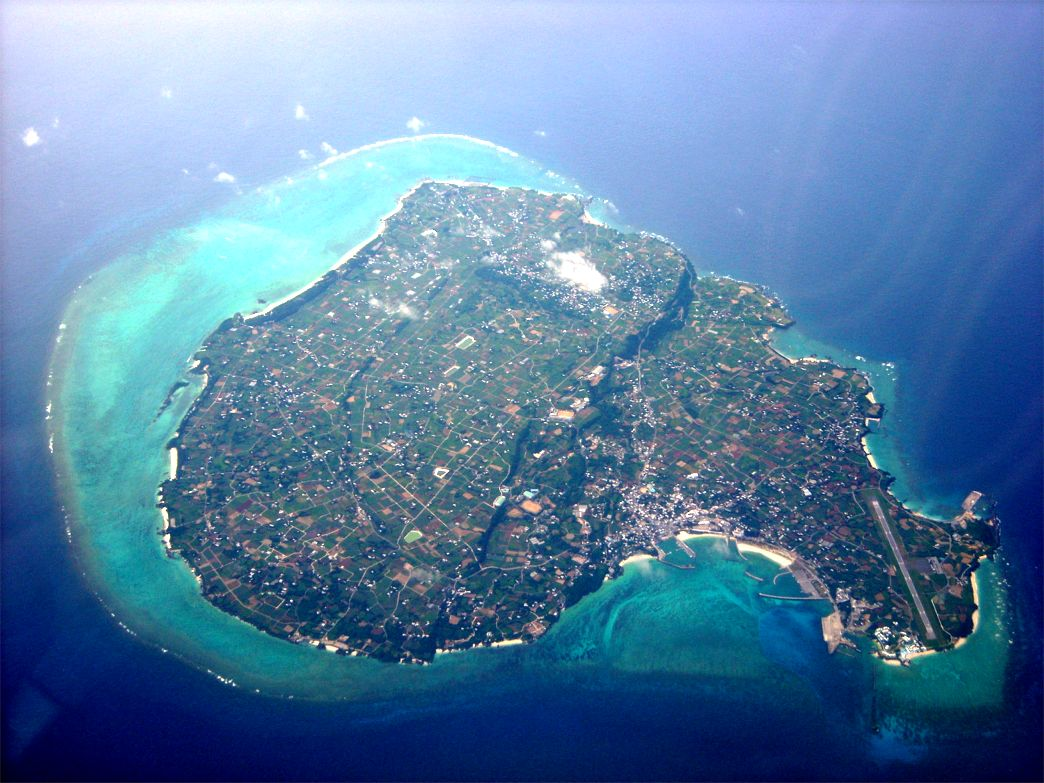
与論島

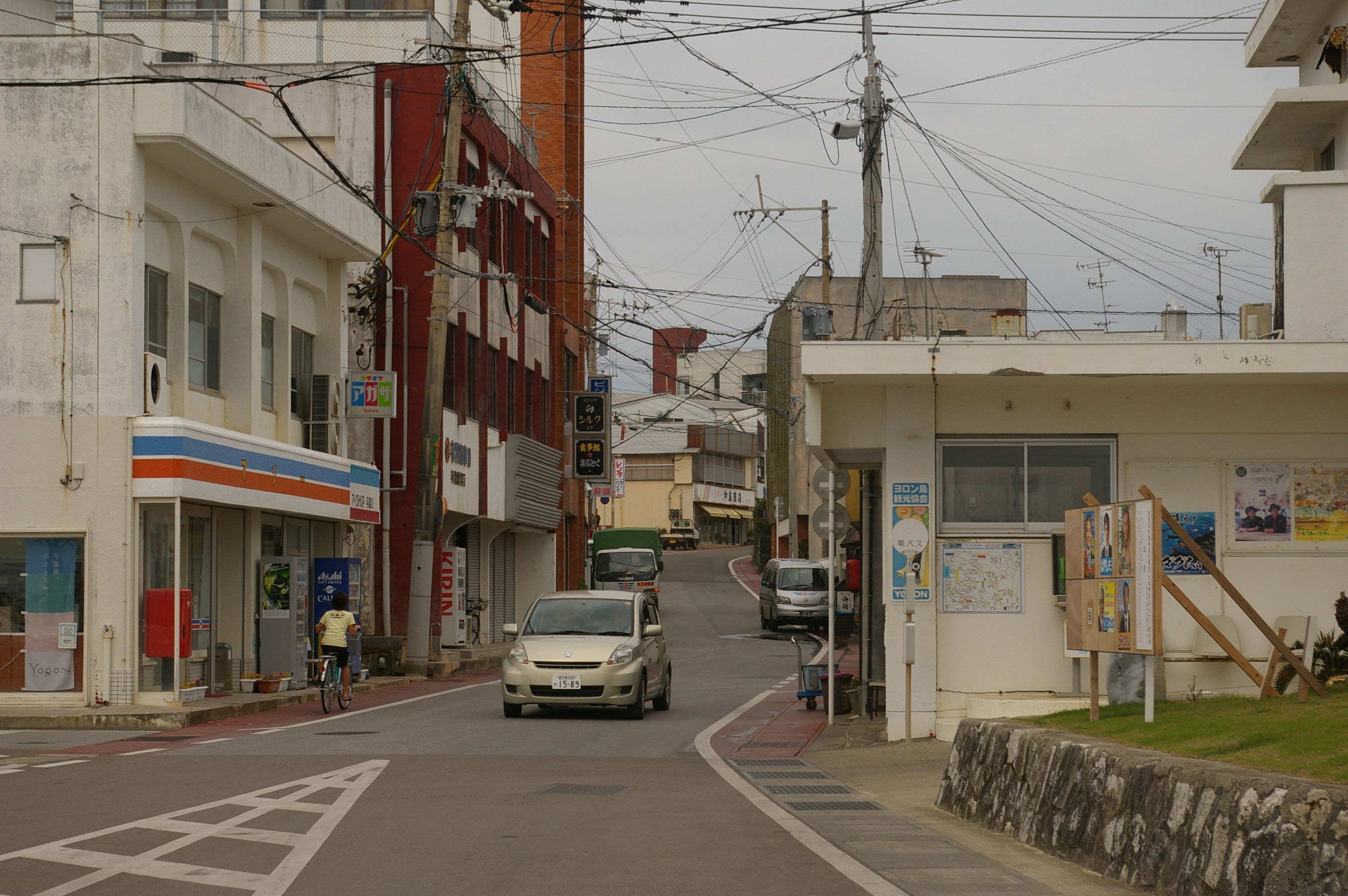
与論町中心部

与論町（よろんちょう）は、鹿児島県の最南端にある町。与論島1島で1町を形成している。鹿児島の本土からは南方に563km、沖縄本島からは北方に23kmに位置する。大島郡に属す。
町勢に関する事柄以外は与論島を参照。

## 地理
- 島：与論島

### 隣接市町村（いずれも海上で隣接）
- 大島郡知名町
- 沖縄県国頭郡国頭村、島尻郡伊平屋村、伊是名村

### 人口
| |                                        |  |
| 与論町と全国の年齢別人口分布（2005年） | 与論町の年齢・男女別人口分布（2005年） |  |
| ■紫色 ― 与論町 ■緑色 ― 日本全国 | ■青色 ― 男性 ■赤色 ― 女性              |  |
| 与論町（に相当する地域）の人口の推移 \| 1970年（昭和45年） \| 7,096人 \| \| \| 1975年（昭和50年） \| 6,971人 \| \| \| 1980年（昭和55年） \| 7,320人 \| \| \| 1985年（昭和60年） \| 7,222人 \| \| \| 1990年（平成2年） \| 6,704人 \| \| \| 1995年（平成7年） \| 6,210人 \| \| \| 2000年（平成12年） \| 6,099人 \| \| \| 2005年（平成17年） \| 5,731人 \| \| \| 2010年（平成22年） \| 5,327人 \| \| \| 2015年（平成27年） \| 5,186人 \| \| \| 2020年（令和2年） \| 5,115人 \| \| |                                        |  |
| 総務省統計局 国勢調査より |                                        |  |
| 1970年（昭和45年） | 7,096人                                |  |
| 1975年（昭和50年） | 6,971人                                |  |
| 1980年（昭和55年） | 7,320人                                |  |
| 1985年（昭和60年） | 7,222人                                |  |
| 1990年（平成2年） | 6,704人                                |  |
| 1995年（平成7年） | 6,210人                                |  |
| 2000年（平成12年） | 6,099人                                |  |
| 2005年（平成17年） | 5,731人                                |  |
| 2010年（平成22年） | 5,327人                                |  |
| 2015年（平成27年） | 5,186人                                |  |
| 2020年（令和2年） | 5,115人                                |  |

### 地名
- 朝戸
  - 叶
- 麦屋
  - 城（ぐすく）
  - 西区
  - 東区
- 茶花
- 那間
- 古里
- 立長

## 歴史

### 近現代

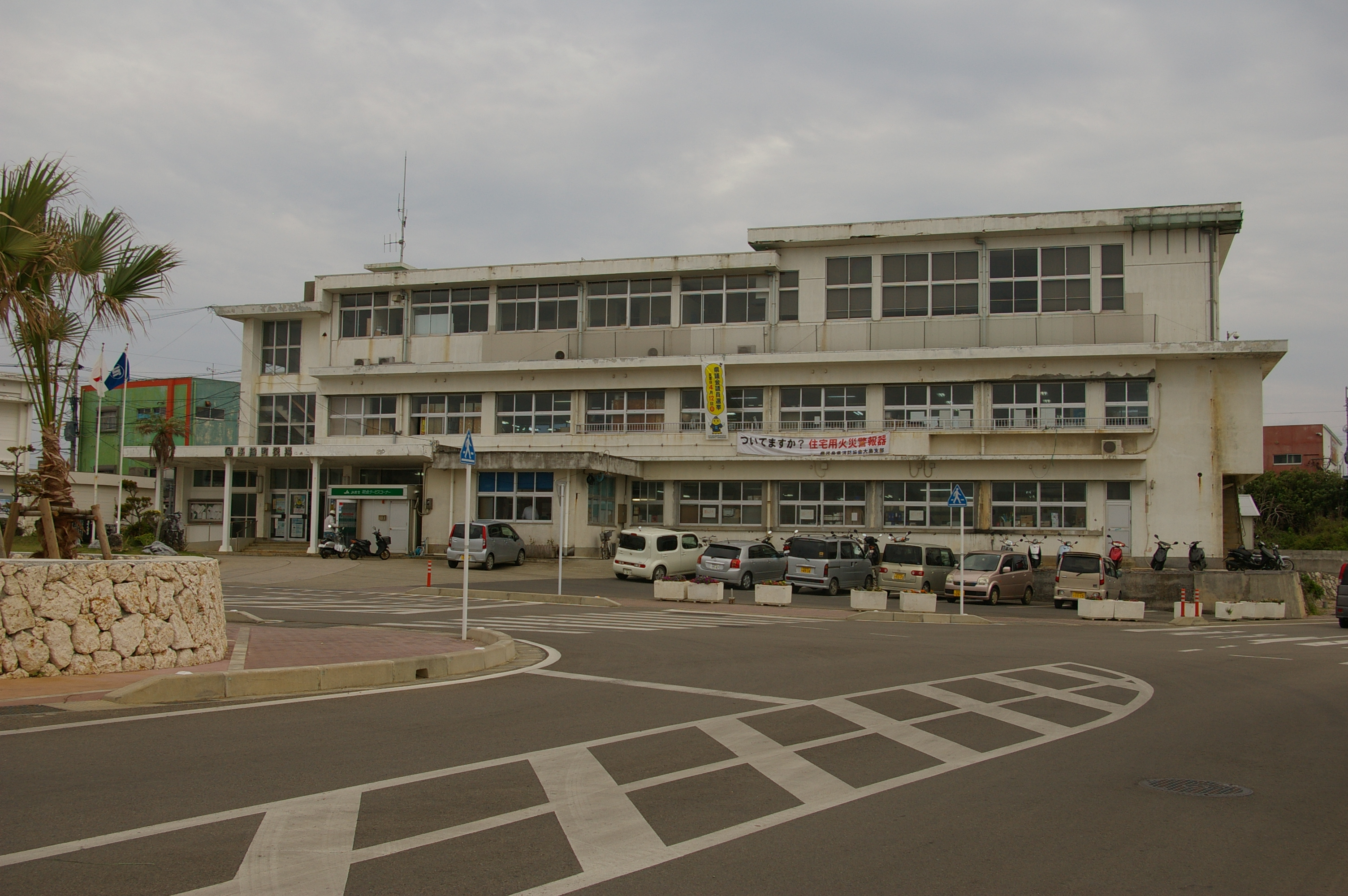
旧与論町役場

- 1908年4月1日 - 島嶼町村制により間切制が廃止され、大島郡茶花村、那間村、朝戸村、立長村、麦屋村、古里村が合体して与論村が発足する。
- 1946年2月28日 - アメリカ合衆国（琉球列島米国民政府）の統治下におかれる。
- 1953年12月25日 - 奄美群島の日本返還により本土復帰する。
- 1963年1月1日 - 町制を施行する。
- 1976年 - 与論空港が開港する。
- 1985年 - ギリシャ共和国のミコノス市と姉妹都市提携を行う。
- 2020年1月6日 - 町役場を与論町茶花32番地1から茶花1418番地1の旧町立診療所跡地に移転[1][2]。
- 2021年 - 福徳岡ノ場の火山噴出物（軽石）が大量に漂着[3]。

### 平成の大合併
隣の沖永良部島にある知名町、和泊町と三町での合併の枠組みが検討されたが、2003年の住民投票によって町民の9割近くが合併に反対し、合併協議会を離脱。単独での生き残りを模索する事となった。

## 行政
- 町長：田畑克夫
- 前町長：山元宗

## 経済

### 酒造
- 有村酒造株式会社（茶花） - 町内唯一の酒造メーカー。銘柄に奄美黒糖焼酎の「有泉」（ゆうせん）、「ヨロン島」など。

### 酪農
- ヨロンアイランドビーフ（茶花）

### 金融機関
- 奄美大島信用金庫与論支店
- あまみ農業協同組合与論支所

### 郵便
（2013年10月現在）
与論町の郵便番号は、891-93xxである。
- 日本郵便
  - 与論郵便局（茶花） - 郵便窓口は土曜（9:00～15:00）・休日（9:00～12:30）も開設。
  - 朝戸郵便局（朝戸）
  - 那間簡易郵便局（那間）

## 姉妹都市・提携都市
姉妹都市が国内に3市町、国外に1件ある

### 日本国内
- 錦江町（鹿児島県）
  - 1969年（昭和44年）6月7日 - 旧田代町と姉妹盟約締結[5]
  - 2006年（平成18年）6月7日 - 錦江町と姉妹盟約締結

第二次世界大戦後の1946年、満洲から引き揚げた与論開拓団が田代村（当時）に入植した縁。2005年の錦江町発足後、入植60周年の記念の年でもある2006年に改めて姉妹盟約を締結。
- 南島原市（長崎県）
  - 1969年（昭和44年）3月 - 旧口之津町と姉妹町協定締結[7]
  - 2006年（平成18年）6月7日 - 南島原市が姉妹盟約締結

1899年（明治32年）より与論からの集団移住が行われた縁。与論島は1898年（明治31年）の台風で壊滅的な被害を受けて飢饉に見舞われたため、多くの島民が港湾労働者募集に応じ、口之津（当時口之津港は三池炭鉱の石炭を積み出す日本最大の石炭積出港であった）に移住した（その後三池港が整備されると、与論出身者は大牟田（福岡県）・荒尾（熊本県）へと移住していく）。中学校の修学旅行やスポーツ行事などを通じての交流が行われている。移住の歴史を記憶・記念する施設として、口之津の「口之津歴史民俗資料館・海の資料館」には「与論館」が設けられており、与論島のサザンクロスセンターには関連展示が、地主神社には「口之津移住開拓民之碑」がある。
- 国頭村（沖縄県）
  - 2022年（令和4年）11月21日 - 国頭村と姉妹都市盟約締結

### 日本国外
- ミコノス市（ギリシャ）
  - 1984年（昭和59年）11月14日 - 姉妹都市提携[9]

1983年（昭和58年）に与論島の観光地としてのグレードアップ等を目指して提携先探しが行われ、ミコノス島が提携先となった。与論町立与論中学校には「ギリシャ神殿風」の体育館があり、与論島には「ミコノス通り」がある。

## 教育

### 小学校
- 与論町立茶花小学校
- 与論町立那間小学校
- 与論町立与論小学校

### 中学校
- 与論町立与論中学校

### 高等学校
- 鹿児島県立与論高等学校